# Araucaria heterophylla
Araucaria heterophylla (Араукарія норфолкська) — вид хвойних рослин родини араукарієвих.

## Поширення, екологія
Ендемік низинних районів острова Норфолк (Австралія) і двох прилеглих островів.

## Морфологія
Конічне дерево 50–70 м висотою, 1,25–1,75 м в обхваті. Гілки ростуть рівномірними шарами, що створює ефект схожості з пагодою. Кора сіро-коричнева, відлущуючись дрібними лусками. Молоді листки шилоподібні, увігнуті, зелені, голчасті, до 1,2 см довжиною. Дорослі листки лускоподібні, 4–5 мм довжиною, увігнуті, щільно розташовані, яскраві темно-зелені, 6 мм довжиною 4–6 мм шириною. Чоловічі шишки в кластерах, видовжені, 4 см довжиною, жовтувато-коричневі або червонуваті; мікроспорофіли гострі. Жіночий шишки ширші, ніж довші, 12–15 см довжиною. Насіння 2,5–3 см довжиною 1,2 см шириною, з широкими крилами.

## Використання
Вид популярний як декоративний в Австралії, Новій Зеландії, Гавайських островах, Каліфорнії, Іспанії, Португалії та інших місцях.

## Загрози та охорона
Цей вид стоїть перед високим ризиком зникнення в дикій природі у зв'язку з обмеженим і дуже фрагментованим поширенням, в поєднанні з тривалим падінням обширу та якості середовища проживання. Більшість із решти природних поселень перебувають у межах національного парку острову Норфолк.

## Цікаві факти
Зображена на прапорі Норфолка.

## Галерея

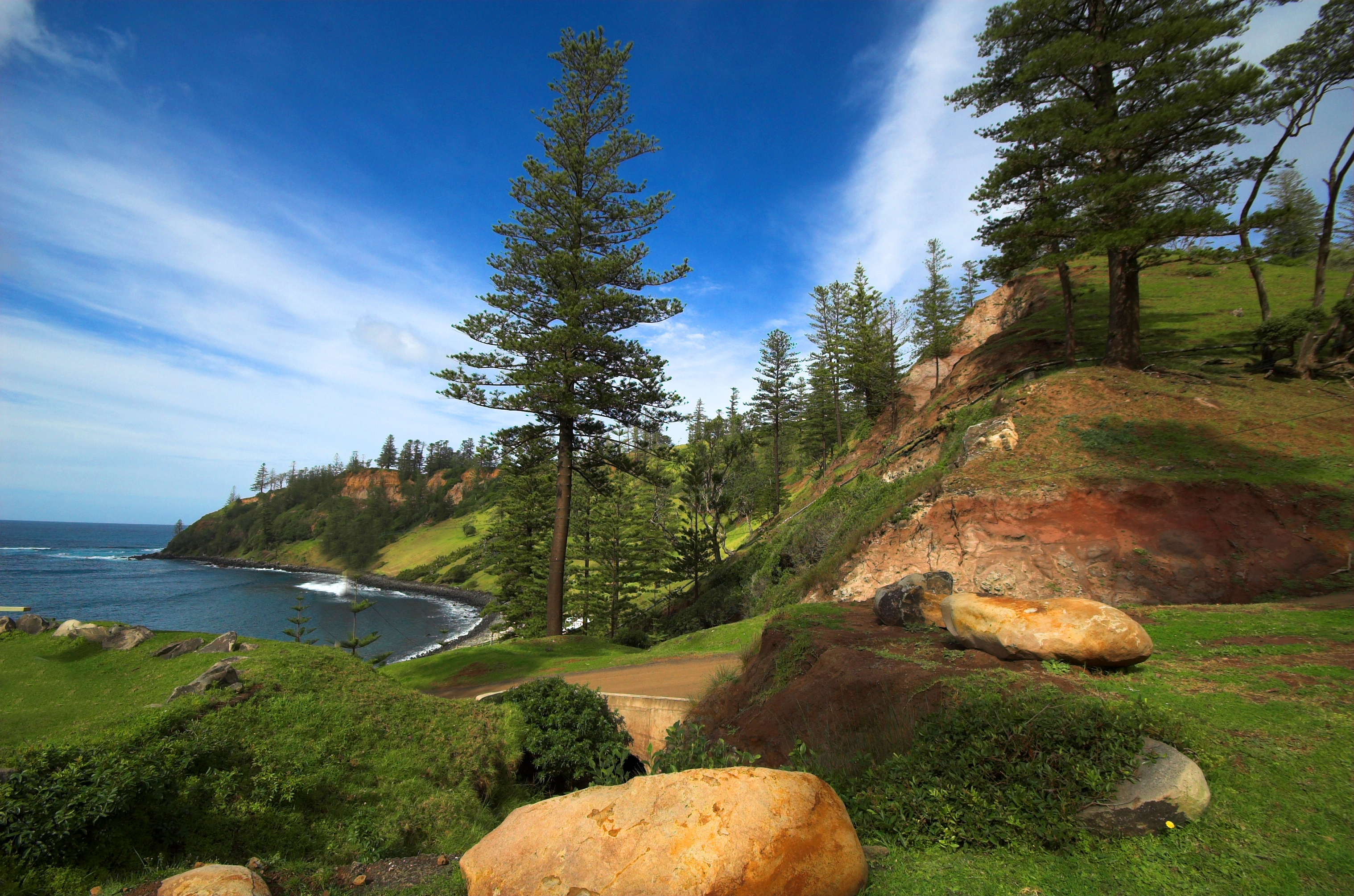
Дерево у природному середовищі
Прапор з деревом
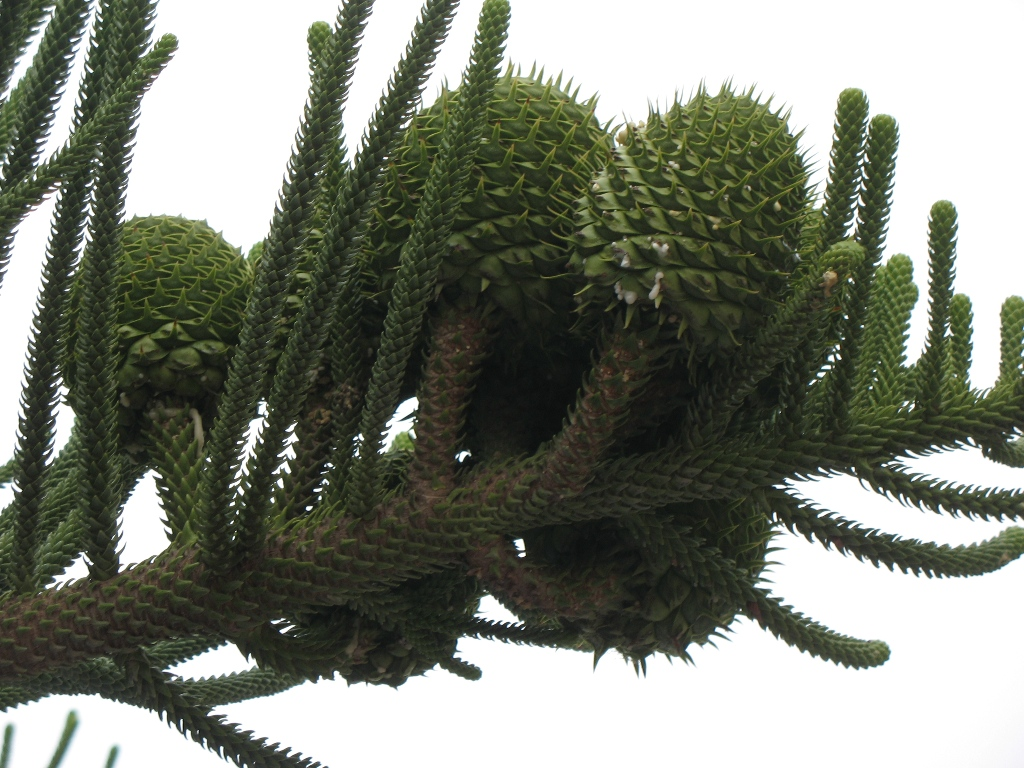
Шишки та листя
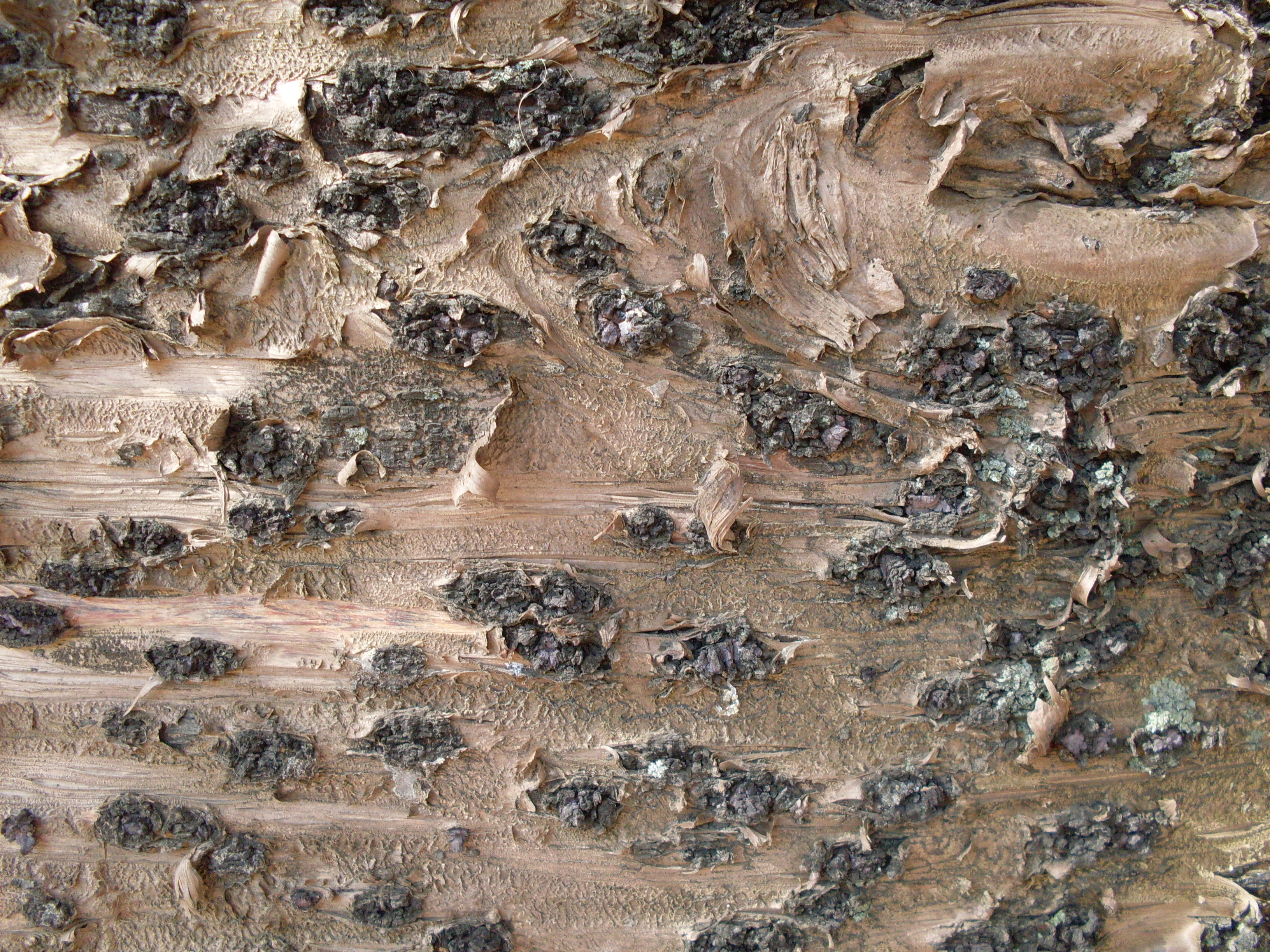
Кора